# Les Mirabelles
Pour l'article sur le fruit, voir mirabelle
Les Mirabelles sont une troupe de théâtre travestie française active de la fin des années 1970 au début des années 1980, essentiellement autour de Aix-en-Provence.

## Histoire
En 1974, des garçons issus de l'Institut de formation de comédien-animateur et du Front homosexuel d'action révolutionnaire créent le spectacle Les Mirabeaux boys présentent les Mirabelles girls. La troupe se compose de Limande Germaine, Ginette Plumetis, Nini Crépon, Marie Bonheur et Loulou Bonheur. Puis le théâtre du Centre à Aix-en-Provence les accueille pour leur spectacle Fauves.
En 1975, le groupe militant homosexuel des Gazolines interrompt la première parisienne du spectacle Fauves en criant et en lançant de la poudre de riz. François Jonquet explique l'animosité entre les deux groupes ainsi : « Les gazolines n’aimaient pas trop celles qui osaient remettre à sa place leur platitude parisienne. ». 
En 1977, les Mirabelles créent les Contes de la Dame blanche sur des décors de Jacques Tardi au Sigma de Bordeaux et le présentent à Paris au Palace en décembre 1977. 
Le groupe se produit au gala de fin de l'université d'été homosexuelle, à Marseille, en 1979, mais aussi au café-théâtre parisien la Cour des miracles. 
Charles Berling rejoint la troupe en 1982, pour une comédie musicale jouée au festival Off d'Avignon.

## Style
Les Mirabelles proposent des spectacles inspirés de l'univers des comédies musicales et du cabaret, où l'humour gay efféminé, folle, sert un propos libérateur et révolutionnaire dans un style camp. Frédéric Martel qualifie leurs spectacles de drag shows. 
Résolument travesti, le groupe écrit des chansons qui se moquent des femmes trans, notamment des implants mammaires.
En dehors de leurs spectacles, le groupe se retrouve régulièrement au Deux Garçons, brasserie historique située cours Mirabeau à Aix-en-Provence et connue pour être un lieu de rencontre homosexuel , où ses membres paradaient travestis. 

## Spectacles
- Les Mirabeaux boys présentent les Mirabelles girls, 1974[1]
- Fauves, 1975[1]: dans ce spectable, la troupe reprend les rôles des fauves, se retrouvant dans des cages où ils sont fouettés en étant nus[3]
- Berceuses d'orage, 1976[1]
- Les Guérilleroses, 1976[1]

Les contes de la Dame Blanche, 1977
- Passage hagard[3]
- Blanchisserie blanche, 1981[6]
- Les Oiseaux de nuit[3]